# Magyar Sajtófotó Pályázat és Kiállítás
A Magyar Sajtófotó Pályázat és Kiállítás célja, hogy évről évre a nagyközönség elé tárja hazánk legjobb fotóriportereinek munkáit. Bemutatja azokat a fotózsurnalisztákat, akik szenvedélyesen elkötelezettek a minőség, az egyéni látásmód és professzionalizmus iránt. A tárlaton mindenkor az előző év eseményeiről, történéseiről készült fotók kerülnek a nagyközönség elé.

## Története
A Magyarországon egyedülálló kiállítás-sorozat története 1980-ban kezdődött, amikor a Magyar Újságírók Országos Szövetsége, mint korábban minden évben, meghirdette a Sajtófotó Pályázatot. 1983-tól a Budapesti Tavaszi Fesztivál egyik leglátogatottabb eseménye lett.
Az 1990-es évek elejétől a Sajtófotó Kiállítás a MÚOSZ Fotóriporterek Szakosztálya és Magyar Fotóriporterek Társasága közös kiállítása lett. A Magyar Fotóriporterek Társaság 2009-es megszűnése óta a pályázatot a MÚOSZ Fotóriporterek Szakosztálya hirdeti meg. A pályázatra beérkező képekből rangos szakmai zsűri választja ki a díjazott képeket, valamint a kiállításra kerülő alapanyagot.

## Jelen
A kiállítás 2007 óta a Magyar Újságírók Országos Szövetsége és a Magyar Nemzeti Múzeum közös tárlata, a kiállítás a Magyar Nemzeti Múzeumban kerül megrendezésre a Budapesti Tavaszi Fesztivál programjaihoz csatlakozva.
A Sajtófotó Kiállítást immáron 10 éve nyílt sajtófotó pályázat előzi meg, amelyre a hivatásos fotóriporterek mellett az amatőr fotósok is beküldhetik a képeiket.
A 2009-es, a 2010-es és a 2011-es pályázatot nemzetközi zsűri bírálta el.
A Magyar Sajtófotó Kiállítás szerves részévé vált a magyar kultúrtörténetnek, és a magyar sajtófotó, - a magyar fotográfia - és a magyar vizuális kultúra története szempontjából is meghatározó erővel bír.
A kiállítás szellemi atyja, kitalálója Szalay Zoltán Táncsics Mihály-díjas és Joseph Pulitzer-emlékdíjas fotóriporter, aki néhány év kihagyással, 30 éve a kiállítás rendezője is.
A kiállítás 2007 óta a Magyar Újságírók Országos Szövetsége és a Magyar Nemzeti Múzeum közös tárlata.

## 2011-es díjazottak
| MÚOSZ nagydíj | Hajdú D. András |
| ------------- | --------------- |

| Különdíjak        | Különdíjak      |
| ----------------- | --------------- |
| André Kertész-díj | Hajdú D. András |
| Escher Károly-díj | Beliczay László |

| Kategóriadíjak                                           | Kategóriadíjak           |
| Hír-eseményfotó (egyedi)                                 | Hír-eseményfotó (egyedi) |
| -------------------------------------------------------- | ------------------------ |
| 1. helyezés                                              | Hajdú D. András          |
| 2. helyezés                                              | Máthé Zoltán             |
| 3. helyezés                                              | Máthé Zoltán             |
| Képriport (sorozat)                                      |                          |
| 1. helyezés                                              | Sopronyi Gyula           |
| 2. helyezés                                              | Simonyi Balázs           |
| 3. helyezés                                              | Béli Balázs              |
| Emberábrázolás-Portré (egyedi)                           |                          |
| 1. helyezés                                              | Komka Péter              |
| 2. helyezés                                              | Fazekas István           |
| 3. helyezés                                              | Veres Viktor             |
| Emberábrázolás-Portré (sorozat)                          |                          |
| 1. helyezés                                              | Kallos Bea               |
| 2. helyezés                                              | Pályi Zsófia             |
| 3. helyezés                                              | Kovács Tamás             |
| Művészet (egyedi)                                        |                          |
| 1. helyezés                                              | Kecskeméti Dávid         |
| 2. helyezés                                              | Reviczky Zsolt           |
| 3. helyezés                                              | Hajdú D. András          |
| Művészet (sorozat)                                       |                          |
| 1. helyezés                                              | Kollányi Péter           |
| 2. helyezés                                              | Hajdú D. András          |
| 3. helyezés                                              | Pályi Zsófia             |
| Sport (egyedi)                                           |                          |
| 1. helyezés                                              | Csudai Sándor            |
| 2. helyezés                                              | Kovács Tamás             |
| 3. helyezés                                              | Szabó Miklós             |
| Sport (sorozat)                                          |                          |
| 2. helyezés                                              | Beliczay László          |
| 2. helyezés                                              | Polyák Attila            |
| 3. helyezés                                              | Végh László              |
| Természet és tudomány (egyedi)                           |                          |
| 1. helyezés                                              | Süveg Áron               |
| 2. helyezés                                              | Selmeczi Dániel          |
| 3. helyezés                                              | Czimbal Gyula            |
| Természet és tudomány (sorozat)                          |                          |
| 1. helyezés                                              | Pályi Zsófia             |
| 2. helyezés                                              | Móricz Simon             |
| 3. helyezés                                              | Mohai Balázs             |
| Társadalomábrázolás, dokumentarista fotográfia (egyedi)  |                          |
| 1. helyezés                                              | Hatlaczki Balázs         |
| 2. helyezés                                              | Stiller Ákos             |
| 3. helyezés                                              | Fazekas István           |
| Társadalomábrázolás, dokumentarista fotográfia (sorozat) |                          |
| 1. helyezés                                              | Szigetváry Zsolt         |
| 2. helyezés                                              | Koszticsák Szilárd       |
| 3. helyezés                                              | Mohai Balázs             |
| Bulvár, humor (egyedi, sorozat)                          |                          |
| 1. helyezés                                              | Reviczky Zsolt           |
| 2. helyezés                                              | Stiller Ákos             |
| 3. helyezés                                              | Móricz Simon             |

## 2012-es díjazottak
| MÚOSZ nagydíj | Reviczky Zsolt |
| ------------- | -------------- |

| Különdíjak                             | Különdíjak     |
| -------------------------------------- | -------------- |
| A 30 év alatti legjobb fotóriporter    | Mohai Balázs   |
| André Kertész-díj                      | Marton Szilvia |
| A vidéken dolgozó legjobb fotóriporter | Komka Péter    |
| Munkácsi Márton, legjobb kollekció díj | Móricz Simon   |
| Escher Károly-díj                      | Móricz Simon   |

| Kategóriadíjak                                           | Kategóriadíjak           |
| Hír-eseményfotó (egyedi)                                 | Hír-eseményfotó (egyedi) |
| -------------------------------------------------------- | ------------------------ |
| 1. helyezés                                              | Móricz Simon             |
| 2. helyezés                                              | Tuba Zoltán              |
| 3. helyezés                                              | M. Schmidt János         |
| Képriport (sorozat)                                      |                          |
| 1. helyezés                                              | Tuba Zoltán              |
| 2. helyezés                                              | Móricz Simon             |
| 3. helyezés                                              | Reviczky Zsolt           |
| Emberábrázolás-Portré (egyedi)                           |                          |
| 1. helyezés                                              | Dr. Mészáros Csaba       |
| 2. helyezés                                              | Glódi Balázs             |
| 3. helyezés                                              | Stiller Ákos             |
| Emberábrázolás-Portré (sorozat)                          |                          |
| 1. helyezés                                              | Mudra László             |
| 2. helyezés                                              | Bócsi Krisztián          |
| 3. helyezés                                              | Németh András Péter      |
| Művészet (egyedi)                                        |                          |
| 1. helyezés                                              | Czimbal Gyula            |
| 2. helyezés                                              | Fazekas István           |
| 3. helyezés                                              | Dr. Mészáros Csaba       |
| Művészet (sorozat)                                       |                          |
| 1. helyezés                                              | Kálló Péter              |
| 2. helyezés                                              | Fazekas István           |
| 3. helyezés                                              | Czimbal Gyula            |
| Sport (egyedi)                                           |                          |
| 1. helyezés                                              | Illyés Tibor             |
| 2. helyezés                                              | Komka Péter              |
| 3. helyezés                                              | Szalmás Péter            |
| Sport (sorozat)                                          |                          |
| 1. helyezés                                              | Kovács Tamás             |
| 2. helyezés                                              | Kovács Tamás             |
| 3. helyezés                                              | Polyák Attila            |
| Természet és tudomány (egyedi)                           |                          |
| 1. helyezés                                              | Daróczi Csaba            |
| 2. helyezés                                              | Daróczi Csaba            |
| 3. helyezés                                              | Szerémy Szilvia          |
| Természet és tudomány (sorozat)                          |                          |
| 1. helyezés                                              | Gergely József           |
| 2. helyezés                                              | Vanik Zoltán             |
| 3. helyezés                                              | Kállai Márton            |
| Társadalomábrázolás, dokumentarista fotográfia (egyedi)  |                          |
| 1. helyezés                                              | Stiller Ákos             |
| 2. helyezés                                              | Móricz Simon             |
| 3. helyezés                                              | Kallos Bea               |
| Társadalomábrázolás, dokumentarista fotográfia (sorozat) |                          |
| 1. helyezés                                              | Kallos Bea               |
| 2. helyezés                                              | Kollányi Péter           |
| 3. helyezés                                              | Mohai Balázs             |
| Bulvár, humor (egyedi, sorozat)                          |                          |
| 1. helyezés                                              | Oroszi Beáta             |
| 2. helyezés                                              | Fazekas István           |
| 3. helyezés                                              | Földi Imre               |